# Франц Баварски
Франц Баварски (на немски: Franz Herzog von Bayern, с пълно име: Franz Bonaventura Adalbert Maria, Herzog von Bayern, Franken und in Schwaben, Pfalzgraf bei Rhein; * 14 юли 1933, Мюнхен) е от 1996 г. херцог, глава на Дом Вителсбахи, бившата владетелска фамилия на Кралство Бавария. До 1996 г. той е с името Франц принц Баварски.

## Биография
Франц Баварски е най-възрастният син на херцог Албрехт Баварски (1905–1996) и неговата първа съпруга, Мария графиня Драшкович от Тракошчан (1904 – 1969). Правнук е на последния баварски крал Лудвиг III.
Заедно с неговите сестри, близначките Мари Габриела и Мари Шарлота (* 1931), и неговия по-малък брат Макс Емануел (* 1937), той расте в Мюнхен, Хърватия и Унгария. През октомври 1944 г. баща му е арестуван от Гестапо и заедно с тогава единадесетгодишния Франц и други фамилни членове е затворен в концентрационните лагери Захсенхаузен, Флосенбюрг и Дахау. След войната посещава хуманистичната гимназия в бенедиктинския манастир Етал (1952) и следва Бизнес икономика на университетите Мюнхен и Цюрих. След това той учи търговия в магазин за железария в Хамбург.
След смъртта на баща му през 1996 г. Франц е фамилна глава, шеф на Вителсбахите. Той не е женен и няма деца и живее в част на Нимфенбургския дворец, където е роден.
Франц Баварски е потомък на Стюартите. Затова от Якобитите е смятан за претендент за британския трон и е наричан от тях като „Францис II, крал на крал на Англия, Шотландия, Ирландия и Франция“.

## Родословие
| Родословно дърво на Франц херцог на Бавария | Родословно дърво на Франц херцог на Бавария                                                                 | Родословно дърво на Франц херцог на Бавария                                                                             | Родословно дърво на Франц херцог на Бавария                                                       | Родословно дърво на Франц херцог на Бавария                                                                     | Родословно дърво на Франц херцог на Бавария                                                                             | Родословно дърво на Франц херцог на Бавария                                                                  | Родословно дърво на Франц херцог на Бавария                                                                             | Родословно дърво на Франц херцог на Бавария                                                                                  |
| ------------------------------------------- | --- | --- | ------------------------------------------------------------------------------------------------- | --- | --- | --- | --- | --- |
| Прапрародители                              | принцрегент Луитполд Баварски (1821 – 1912) ∞ 1844 ерцхерцогиня Аугусте Фердинанде Австрийска (1825 – 1864) | ерцхерцог Фердинанд от Австрия-Есте (1821 – 1849) ∞ 1847 ерцхерцогиня Елизабет Франциска Мария Австрийска (1831 – 1903) | херцог Максимилиан Йозеф (1808 – 1888) ∞ 1828 принцеса Лудовика Баварска (1808 – 1892)            | крал Михаел от Португалия (1802 – 1866) ∞ 1851 принцеса Аделхайд от Лйовенщайн-Вертхайм-Розенберг (1831 – 1909) | граф Карл Драскович от Тракостян (1807 – 1855) ∞ 1841 графиня Елизабет Batthyány-Strattmann от Németújvár (1820 – 1882) | граф Dionys Festetics от Толна (1813 – 1891) ∞ 1842 графиня Каролина Zichy от Zich и Vásonykeö (1820 – 1906) | княз Вилхелм Албрехт от Монтенуово (1821 – 1895) ∞ 1850 графиня Юлиане Batthyány-Strattmann от Némétujvár (1827 – 1871) | княз Фердинанд Бонавентура Кински от Wchinitz и Tettau (1834 – 1904) ∞ 1856 принцеса Мария фон и цу Лихтенщайн (1835 – 1905) |
| Прародители                                 | крал Лудвиг III (1845 – 1921) ∞ 1868 ерцхерцогиня Мари Терезе от Австрия-Есте (1849 – 1919)                 | крал Лудвиг III (1845 – 1921) ∞ 1868 ерцхерцогиня Мари Терезе от Австрия-Есте (1849 – 1919)                             | херцог Карл Теодор в Бавария (1839 – 1909) ∞ 1874 принцеса Мария Йозеф Португаска (1857 – 1943)   | херцог Карл Теодор в Бавария (1839 – 1909) ∞ 1874 принцеса Мария Йозеф Португаска (1857 – 1943)                 | граф Паул Драскович от Тракостян (1846 – 1889) ∞ 1874 графиня Мария Фестетикс от Толна (1850 – 1946)                    | граф Паул Драскович от Тракостян (1846 – 1889) ∞ 1874 графиня Мария Фестетикс от Толна (1850 – 1946)         | княз Алфред от Монтенуово (1854 – 1927) ∞ 1879 графиня Франциска Кински от Wchinitz и Тетау (1861 – 1935)               | княз Алфред от Монтенуово (1854 – 1927) ∞ 1879 графиня Франциска Кински от Wchinitz и Тетау (1861 – 1935)                    |
| Баба и дядо                                 | Рупрехт кронпринц на Бавария (1869 – 1955) ∞ 1900 херцогиня Мари Габриеле в Бавария (1878 – 1912)           | Рупрехт кронпринц на Бавария (1869 – 1955) ∞ 1900 херцогиня Мари Габриеле в Бавария (1878 – 1912)                       | Рупрехт кронпринц на Бавария (1869 – 1955) ∞ 1900 херцогиня Мари Габриеле в Бавария (1878 – 1912) | Рупрехт кронпринц на Бавария (1869 – 1955) ∞ 1900 херцогиня Мари Габриеле в Бавария (1878 – 1912)               | граф Дионис Драскович от Тракостян (1875 – 1909) ∞ 1903 принцеса Юлиана от Монтеноуво (1880 – 1961)                     | граф Дионис Драскович от Тракостян (1875 – 1909) ∞ 1903 принцеса Юлиана от Монтеноуво (1880 – 1961)          | граф Дионис Драскович от Тракостян (1875 – 1909) ∞ 1903 принцеса Юлиана от Монтеноуво (1880 – 1961)                     | граф Дионис Драскович от Тракостян (1875 – 1909) ∞ 1903 принцеса Юлиана от Монтеноуво (1880 – 1961)                          |
| Родители                                    | Албрехт херцог на Бавария (1905 – 1996) ∞ 1930 Мария графиня Драшкович от Тракошчан (1904 – 1969)           | Албрехт херцог на Бавария (1905 – 1996) ∞ 1930 Мария графиня Драшкович от Тракошчан (1904 – 1969)                       | Албрехт херцог на Бавария (1905 – 1996) ∞ 1930 Мария графиня Драшкович от Тракошчан (1904 – 1969) | Албрехт херцог на Бавария (1905 – 1996) ∞ 1930 Мария графиня Драшкович от Тракошчан (1904 – 1969)               | Албрехт херцог на Бавария (1905 – 1996) ∞ 1930 Мария графиня Драшкович от Тракошчан (1904 – 1969)                       | Албрехт херцог на Бавария (1905 – 1996) ∞ 1930 Мария графиня Драшкович от Тракошчан (1904 – 1969)            | Албрехт херцог на Бавария (1905 – 1996) ∞ 1930 Мария графиня Драшкович от Тракошчан (1904 – 1969)                       | Албрехт херцог на Бавария (1905 – 1996) ∞ 1930 Мария графиня Драшкович от Тракошчан (1904 – 1969)                            |
| Франц херцог Баварски (* 1933)              | | |                                                                                                   | | | | | |